# Allein
Allein (de 1946 à 1976, Allain) est une commune italienne alpine de la région Vallée d'Aoste.

## Géographie
Allein se trouve à l'embouchure de la vallée du Grand-Saint-Bernard, sur la gauche orographique de l'Artanavaz, à 1 190 mètres aux pieds du mont Saron.

## Origine du toponyme
Selon les historiens Patrick Aebischer et Dante Olivieri, le toponyme Allein dérive du nom patronal latin Allius, dont la forme adjectivale Allianus.
Selon d'autres hypothèses, sur ce territoire était présente une colonie d'Alans, une tribu des Sarmates qui habitait les Alpes déjà au Ve siècle apr. J.-C.
L'historienne Carla Mercato, l'étymologie traditionnelle Ad lignum indique la position du village, à la limite d'une forêt, et peut-être aussi la vocation de ses habitants, encore aujourd'hui renommés pour être des tailleurs très habiles.

## Histoire

### Époque romaine
Allein se trouvait, comme aujourd'hui, le long de la route qui conduit à Octodurus, l'actuelle Martigny, la route des Salasses, l'une des artères principales de la Vallée d'Aoste. Les villages près d'Allein, comme Clusaz (commune de Gignod), appelé Clausuræ Augustanæ, qui marquait le point de contrôle.
La présence romaine sur le territoire d'Allein a été démontrée en 1856 par le retrouvement d'une pièce de monnaie en argent datant de l'époque républicaine, conservée au musée de l'Académie Saint-Anselme à Aoste.

### LeMoyen Âge
Pendant le haut Moyen Âge, Allein appartint aux seigneurs de Gignod, propriétaires de la paroisse Saint-Étienne, aussi bien que de celles de Gignod, d'Ollomont, de Doues et de Valpelline. En 1242, Thomas Ier de Savoie et Amédée IV confisquèrent aux familles nobiliaires les droits de juridiction, et les confièrent aux seigneurs de Quart. Ces derniers les rendirent à la maison de Savoie en 1378.

### LaRenaissance
En 1543, Allein et Doues furent séparés de la seigneurie de Gignod par Charles III de Savoie, et vendus à Nicolas de la Crête pour 1500 écus d'or.
En 1547, tous les territoires de la Combe froide (dénomination du Valpelline selon l'usage local) passa à François de la Crête, secrétaire d'État de Charles-Emmanuel Ier, qui fut nommé baron de Gignod. N'ayant pas d'héritiers, ses terres passèrent aux Pallavicino-de la Crête, jusqu'aux dernières décennies du XVIIIe siècle.

### L'époque moderne
Allein intégra les États de Savoie et ensuite le royaume d'Italie. En 1393, les autorités fascistes inventèrent le toponyme Alleno dans le cadre de la politique d'italianisation mise sur pied en Vallée d'Aoste. Le nom original fut rétabli en 1946 avec l'orthographe ancienne Allain, et confirmé comme Allein en 1976.

## Monuments et lieux d'intérêt
- L'église paroissiale Saint-Étienne, située au chef-lieu, dépendant du chapitre de la cathédrale d'Aoste, jusqu'à 1795, qui fut mentionnée pour la première fois dans les constitutions synodales du bienheureux Éméric de Quart, au début du XIVe siècle. À l'origine, cette église se trouvait au hameau Ville, et fut mentionnée pour la première fois en 1433. Elle fut rebâtie à l'endroit où elle se trouve aujourd'hui au début du XIXe siècle à cause du terrain instable, et fut consacrée en 1841. Son architecture est caractérisée par une façade à quatre lésènes et un tympan traditionnel ;

- La Maison du carnaval de la Combe froide (en patois allençois, Mèizoùn di carnaval de la Coumba frèida) ;

- Une plaque en pierre a été retrouvée près du lieu où se trouvait l'ancienne église, à Ville, près d'un bassin en pierre. Elle porte une inscription gravée : Maria anno MVII leprosis laboravit. Il s'agit du plus ancien témoignage de la lèpre en Vallée d'Aoste ;

- Au hameau Ayez, on peut admirer une maison-forte du XVe siècle, siège du musée du carnaval de la Combe froide (voir lien externe). Bâtie à sec en pierre, elle représente un exemple d'architecture rurale du gothique international ;

- Au hameau Allamanaz, une maison du XVIe siècle.

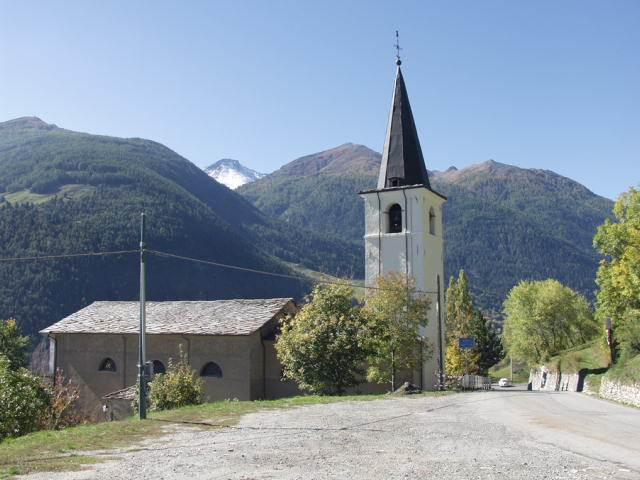
L'église paroissiale Saint-Étienne.
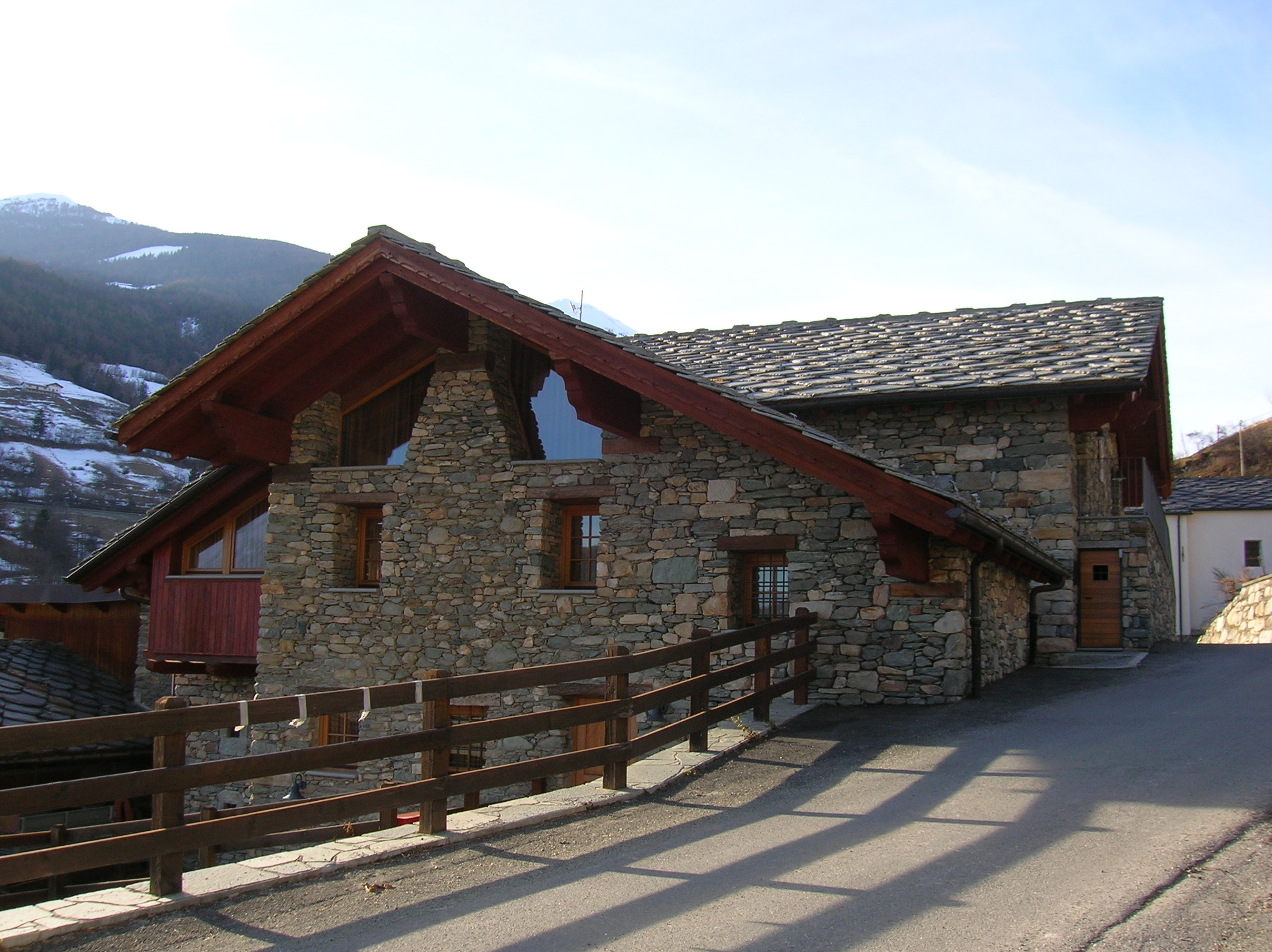
La maison médiévale à Ayez.
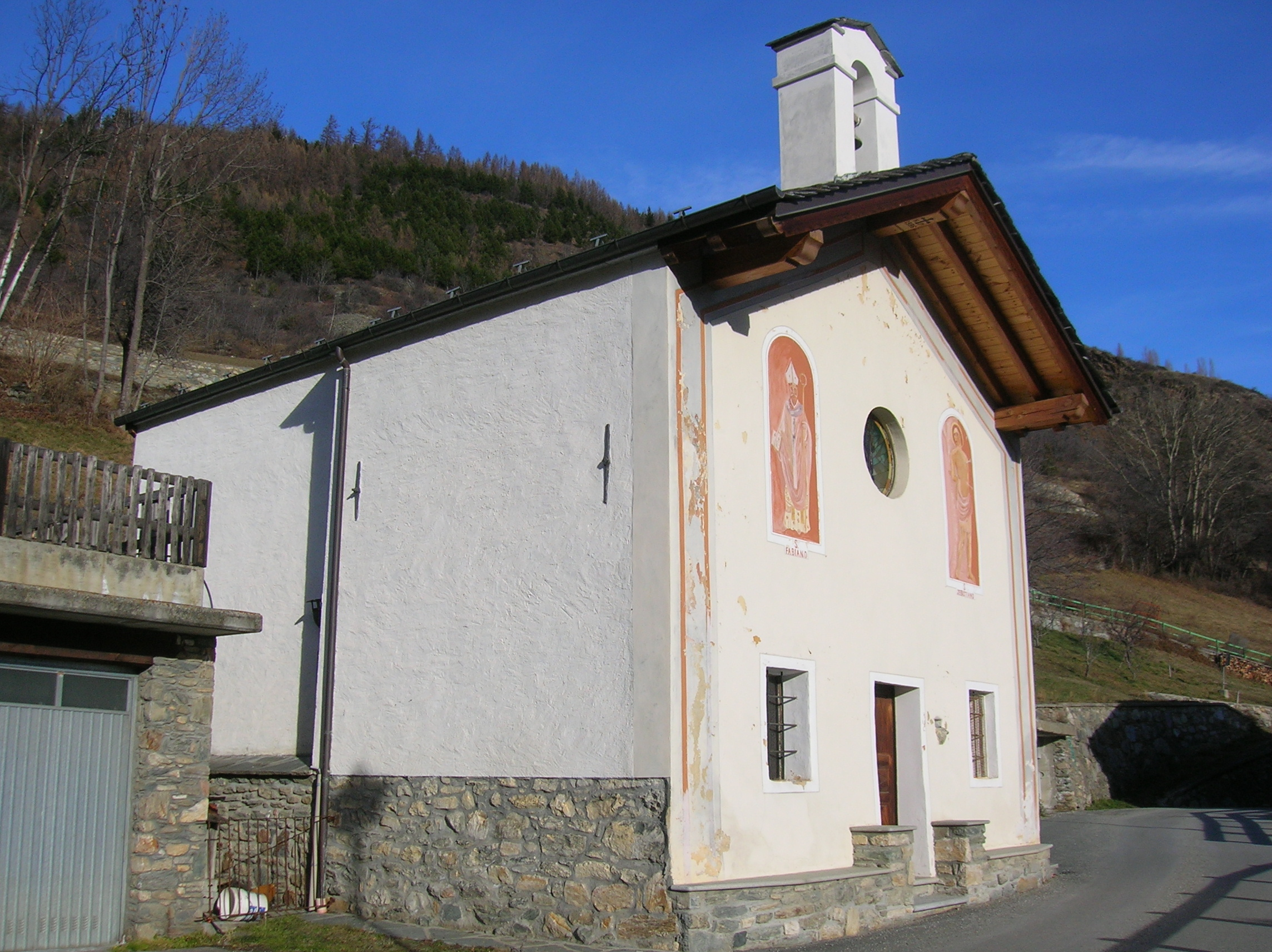
La chapelle des saints Fabien, Sébastien et Roch, à Ayez.
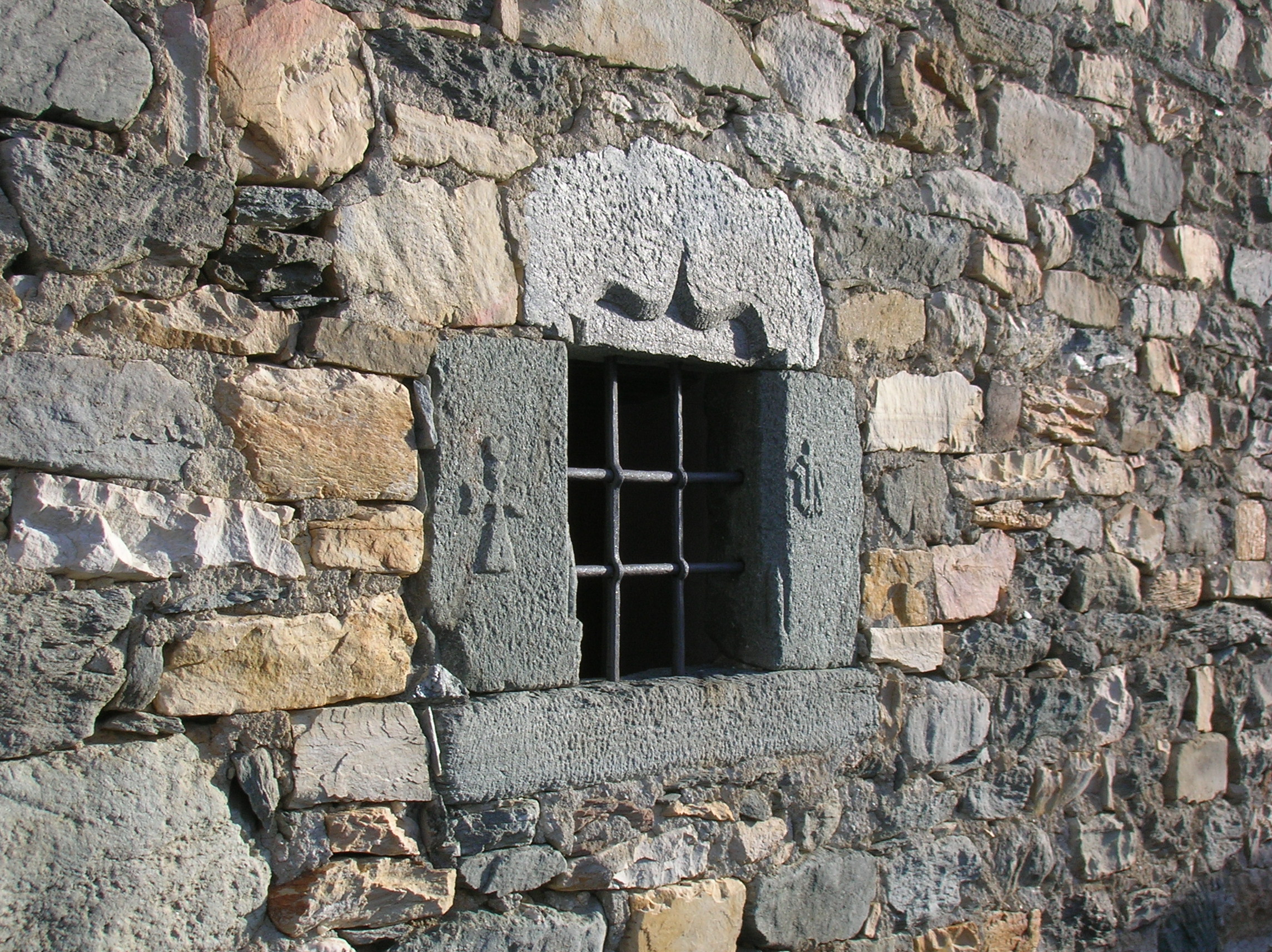
Détail d'une fenêtre.

## Fêtes et foires
- La Fëta de la trifolla, titre en francoprovençal valdôtain signifiant en français Fête des pommes de terre, au mois d'août ;
- Le Carnaval de la Combe froide, en patois valdôtain, Carnaval de la coumba freida (voir lien externe).

## Sport
Dans cette commune se pratique le fiolet, l'un des sports traditionnels valdôtains.

## Personnalités liées à Allein
- Guillaume-Michel Cerise (29 septembre 1769 - Allein † 28 février 1820 - Paris), militaire français des XVIIIe et XIXe siècles.

## Héraldique
|  | Les armes de la commune d'Allein se blasonnent ainsi: - Parti de pourpre et d'argent, au lion d'or lampassé de gueules brochant sur le tout. Ornements extérieurs des Communes |

## Administration
| Période                                  | Période  | Identité               | Étiquette        | Qualité |
| ---------------------------------------- | -------- | ---------------------- | ---------------- | ------- |
| 1985                                     | 1990     | Charles Cerise         | Union valdôtaine | Syndic  |
| 1990                                     | 1995     | Charles Cerise         | Union valdôtaine | Syndic  |
| 1995                                     | 1998     | Charles Cerise         | Union valdôtaine | Syndic  |
| 2000                                     | 2005     | Erik Patrocle          | Liste civique    | Syndic  |
| 2005                                     | 2010     | Erik Patrocle          | Liste civique    | Syndic  |
| 2010                                     | 2015     | Erik Patrocle          | Liste civique    | Syndic  |
| 2015                                     | En cours | Pierre-Georges Collomb | Liste civique    | Syndic  |
| Les données manquantes sont à compléter. |          |                        |                  |         |

### Hameaux
Ayez, L'Allamanaz, Allérod, Bruson, Chanté, Chavéroulaz, Chez-Norat, Clavel, La Condémine, Daillon, Frein, Les Godioz, Le Martinet, Le Plan-de-Clavel (chef-lieu), La Vallettaz, La Ville

### Communes limitrophes
Doues, Etroubles, Gignod